# Stelis dactyloptera
Stelis dactyloptera är en orkidéart som beskrevs av Heinrich Gustav Reichenbach. Stelis dactyloptera ingår i släktet Stelis och familjen orkidéer. Inga underarter finns listade i Catalogue of Life.